# Stijve zegge
Stijve zegge (Carex elata) is een soort uit het geslacht zegge (Carex). De soort staat op de Nederlandse Rode lijst van planten als algemeen voorkomend en stabiel of toegenomen. 

## Determinatie
Stijve zegge is een eenhuizige, vaste plant die zeer dichte, stevige pollen of horsten vormt van 50–100 cm hoog. De bladeren voelen ruw aan en zijn doorgaans blauwgroen tot dofgrijsgroen van kleur. Ze hebben een afmeting van 40–100 cm × 2–8 mm. Aan de onderzijde zitten huidmondjes. De onderste bladscheden hebben geen bladschijf, zijn rafelig en geelbruin van kleur. De bladschede vormt aan de voet van de stengel een fijn vezelnet. De ligula is 5–13 mm lang, dunvliezig, driehoekig, spits, kokervormig en met een hoogstens 1 mm hoge, lichtbruine vrije rand.
De plant bloeit in april en mei. Het onderste schutblad is korter dan de bloeiwijze. De plant heeft één tot drie mannelijke en één tot vier vrouwelijke aren. De mannelijke aren zitten meestal boven de vrouwelijke aren. De mannelijke aren zijn 2–5 cm lang en de vrouwelijke aren zijn 1,5–7 cm lang. De opgeblazen urntjes zijn 3–5 mm lang en zijn een soort schutblaadjes die geheel om de vruchten zitten. Op het urntje zit een mierenbroodje en de vruchtsnavels zijn lang. Het vruchtbeginsel heeft twee stempels. De nootjes zijn lensvormig.
Het aantal chromosomen is 2n = 74, 76, 77.

### Gelijkende taxa
Stijve zegge kan soms lijken op zwarte zegge (Carex nigra); de laatstgenoemde soort is echter kleiner en vormt wortelstokken.

## Ecologie
Stijve zegge komt voor in natte, mesotrofe, dikwijls zwak zure milieus in de schaduw tot in de volle zon. Standplaatsen zijn bijvoorbeeld waterkanten, moerassen, moerasbossen, nat grasland en vennen waarin de trofiegraad stijgt.

### Syntaxonomie
Stijve zegge geldt als kensoort van de naar haar vernoemde associatie van stijve zegge (Caricetum elatae). Soms wordt de soort echter ook aangetroffen in de associatie van schorpioenmos en ronde zegge (Scorpidio-Caricetum diandrae). Binnen de bosformaties wordt stijve zegge in Nederland ook beschouwd als kensoort van het elzenzegge-elzenbroek (Carici elongatae-Alnetum).

## Verspreiding
Het verspreidingsgebied van stijve zegge omvat Eurazië, tot in het noorden van Iran. In Europa is de soort wijdverspreid maar ontbreekt op Cyprus, Kreta, de Balearen en IJsland.

## Cultivatie
In de sierteelt zijn cultivars van stijve zegge in omloop zoals de 'gouden zegge' (Carex elata 'Aurea') die vrij vaak in siertuinen wordt aangeplant.

## Fotogalerij

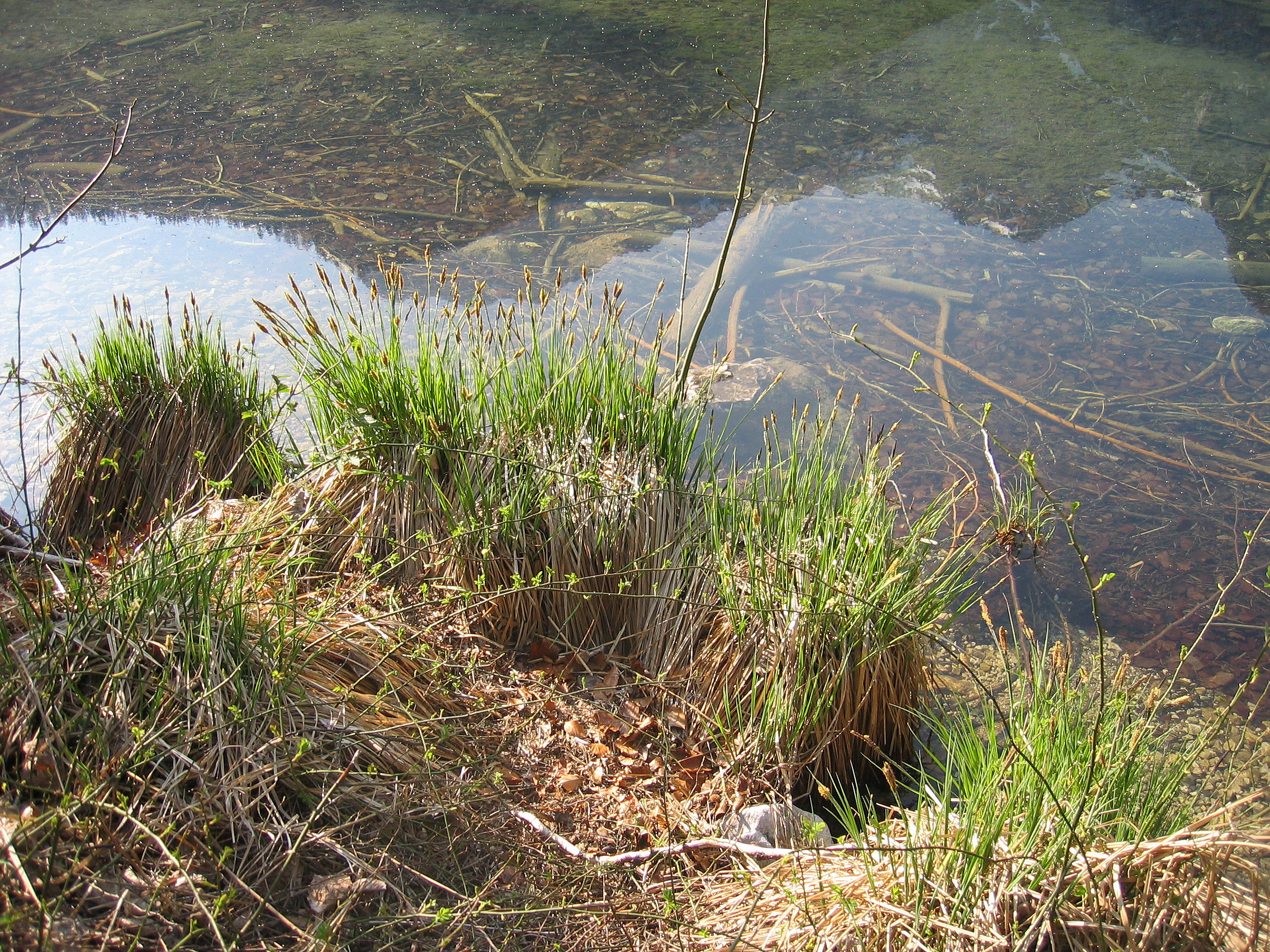
Planten
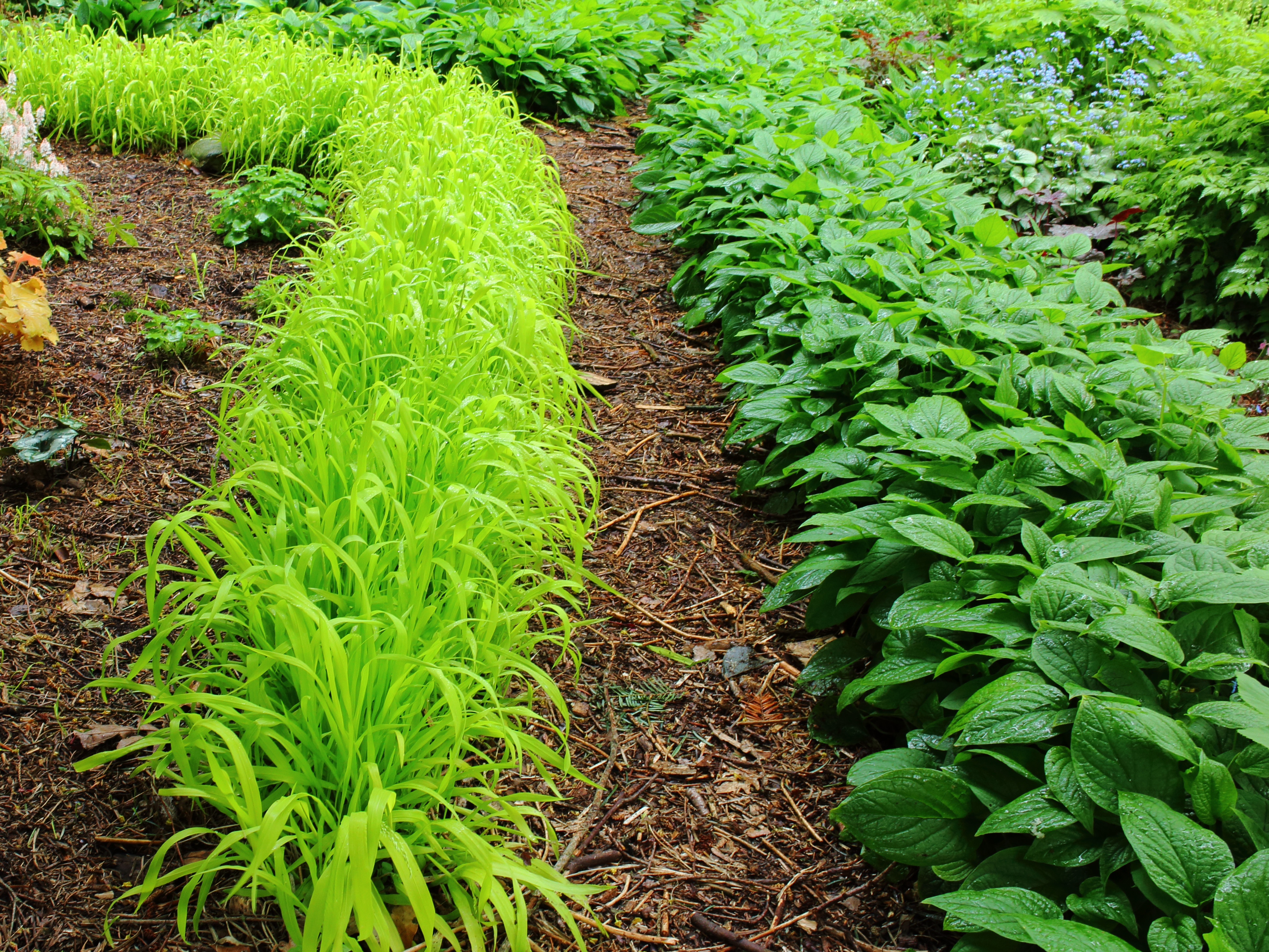
'Aurea'
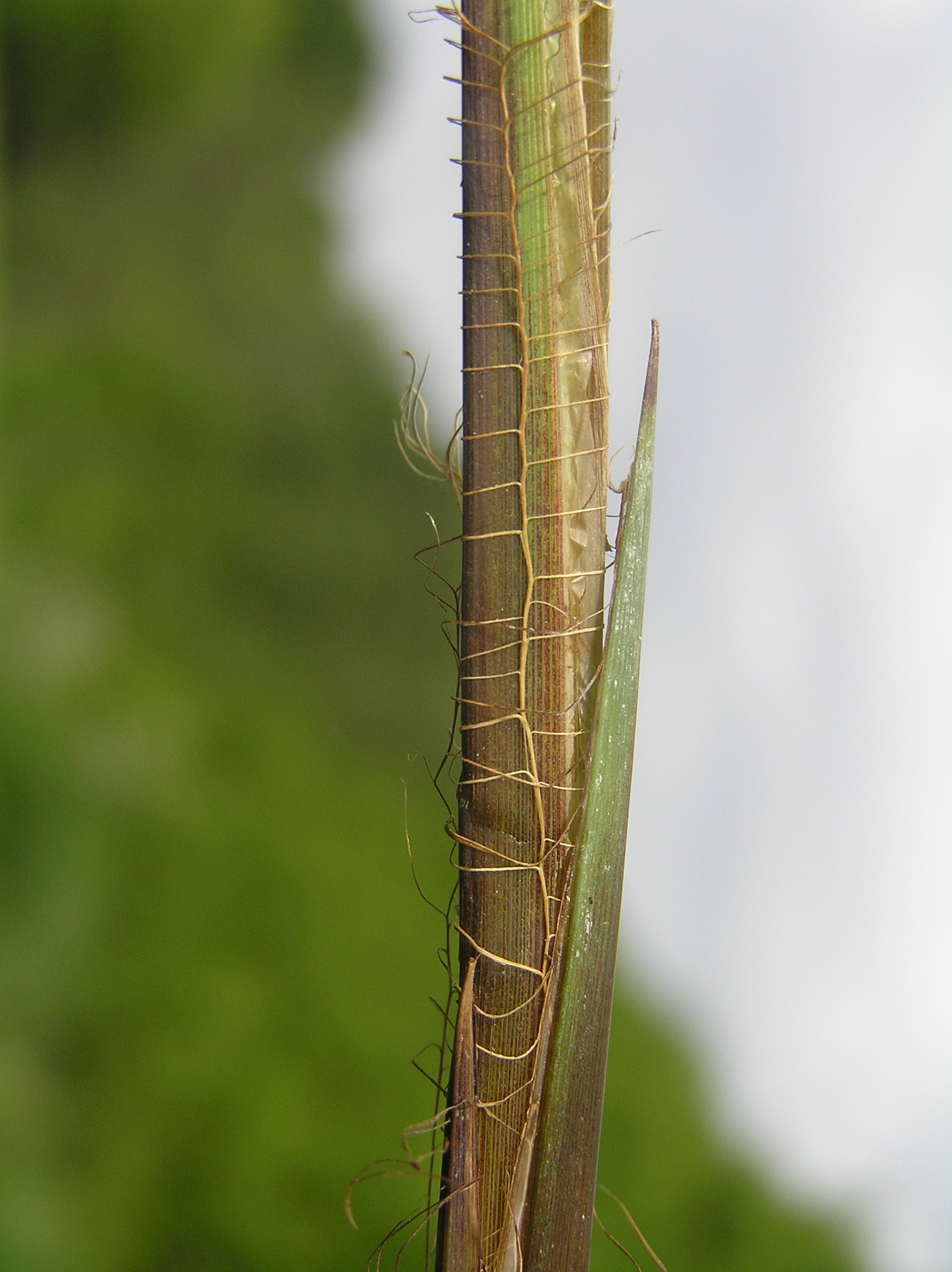
Bladschede
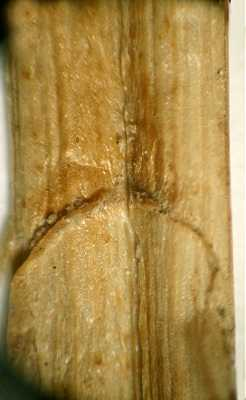
Tongetje
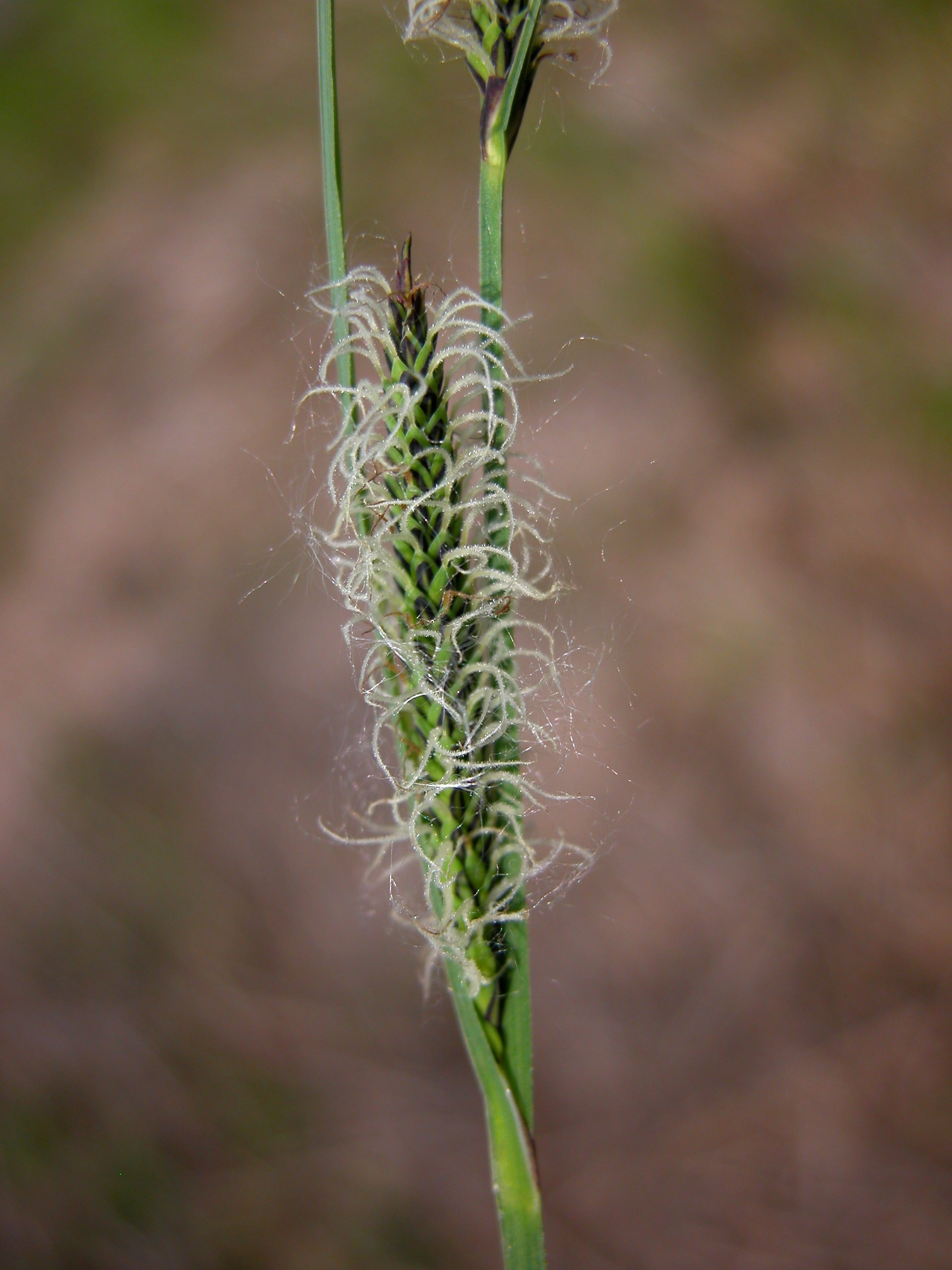
Vrouwelijke aar
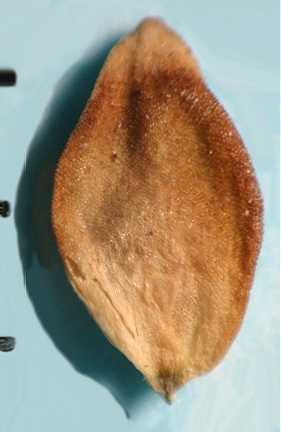
Urntje